# Miss Italia non deve morire
Miss Italia non deve morire è un documentario italiano del 2025 diretto da Pietro Daviddi e David Gallerano e scritto insieme a Gregorio Romeo. Distribuito da Netflix, è una coproduzione tra Fremantle e Ring Film. 
Il docufilm è un viaggio satirico lungo un anno dentro il mondo ormai in declino di Miss Italia, dalle prime selezioni fino all'incoronazione della nuova reginetta. Realizzato seguendo la tecnica del documentario osservazionale, stile "mosca sul muro", segue la storica patron Patrizia Mirigliani e un gruppo di altri personaggi legati all'organizzazione del concorso nel loro tentativo di riportare Miss Italia sulla Rai dopo quasi quindici anni di assenza..
Il titolo è una citazione del film Misery non deve morire. 

## Trama
Miss Italia è in crisi. Il concorso che nel tempo ha portato al successo alcune delle attrici e showgirl più amate d'Italia (tra cui Sophia Loren, due volte premio Oscar) non sembra più in grado di essere centrale nell'immaginario del Paese.
Dal 2013 la sua fortuna televisiva è tramontata: la Rai ha sfrattato la creatura di Enzo Mirigliani dopo decenni di collaborazione:
l'allora neoeletto governo di sinistra – che controllava l'emittente pubblica – vedeva il concorso come una reliquia di una cultura patriarcale del passato, da cancellare e dimenticare.
Patrizia Mirigliani, figlia di Enzo, tenta di approfittare del successivo cambio di governo per riportare il concorso sulla televisione pubblica, adottando una nuova formula più inclusiva che ammetta in concorso ragazze non corrispondenti allo stereotipo della Miss e mettendo in discussione la "centralità dell'estetica".
Il progetto di rinnovamento è però avversato dai potenti agenti regionali, che hanno il compito di individuare le candidate sul territorio. A capitanarli è il toscano Gerry, vecchio braccio destro di Enzo e feroce critico della gestione di Patrizia, ma a ostacolare la donna c'è anche suo figlio Nicola Pisu, con un passato di tossicodipendenza e un'esperienza da concorrente del Grande Fratello, che reclama a gran voce più spazio nel concorso. Nel frattempo iniziano le selezioni sul territorio e dal Lazio emerge con forza la candidatura di Aurora, un'aspirante miss con i capelli corti che fa discorsi ispirati e inclusivi che potrebbe diventare la chiave perché l'iniziativa di Patrizia Mirigliani possa andare in porto.

## Accoglienza
Il docufilm è stato accolto dalla critica in modo prevalentemente positivo.
Per Movieplayer, il docufilm è "una rivelazione". Scrive il magazine: "Daviddi e Gallerano, che hanno scritto l'opera insieme a Gregorio Romeo, dimostrano di saperci fare, e molto, in termini di narrazione e di regia. Momenti di alto cinema, specchio popolare, esame di coscienza, evoluzione femminile. Un'opera piena, forse anche troppo, che non lascia scampo, risuonando in un'amarezza finale non dissimile da quella delle migliori commedie all'italiana"..
Per Filippo Ferrari su Rolling Stone, "Il punto forte del documentario è questo: mostra al pubblico tutto quel sottobosco sorrentiniano che sono le selezioni, in cui gruppi di ragazze vengono istruite e giudicate da personaggi agguerritissimi e impomatati che proprio non si capacitano perché alle persone non interessino più i concorsi di bellezza"
Stefania Stefanelli su Davidemaggio.it assegna al film 4,5 stelle su 5 e poi dice: "Dopo aver visto questo onesto e spietato documentario Netflix, anche i più nostalgici apriranno gli occhi, perché il quadro che ne viene fuori è decisamente anacronistico".
Per Mow Magazine, il documentario è "un saggio di schiettezza e un trip antropologico di come è cambiata l'Italia".
Nella sua recensione per Dagospia, il critico Marco Giusti parla di un documentario "un po' affannato, compresso ma pieno di spunti, di idee, di personaggi stracult e stratrash". Definisce la protagonista Patrizia Mirigliani un personaggio di "rara potenza, che a rifarla al cinema ci vorrebbero minimo Lady Gaga o Salma Hayek".
Sul Corriere della Sera, Aldo Grasso sottolinea come la parte più interessante del documentario non sia "la patetica invocazione per un ritorno in Rai di Miss Italia, né il racconto dei rapporti tra padre e figlia e soprattutto tra Patrizia e suo figlio Nicola, ma la descrizione della rete degli agenti regionali della manifestazione".
Tra le voci critiche, Martina Barone, che sulla rivista NSS scrive: "Non sono chiari, dunque, i piani e il tono che hanno voluto dare i due registi - a cui non è venuto in mente che, forse, per parlare di Miss Italia, avrebbero avuto bisogno di una prospettiva femminile".
A livello internazionale, il sito Decider.com si è espresso in modo estremamente positivo sul docufilm: "Miss Italia non deve morire è l'attuale momento sociopolitico in un microcosmo. Non spinge il pubblico né da una parte né dall'altra. È un documentario intelligente, pieno di spunti, che analizza vari argomenti molto scottanti con concisione e curiosità"
I podcast di Luca Bizzarri su Chora e Matteo Bordone su il Post hanno dedicato ampio spazio al documentario. Secondo Bordone, Miss Italia non deve morire è "una bomba, che ricorda i tempi in cui Netflix amava sperimentare e proporre cose diverse". Ha inoltre lodato l'ironia e le scelte di montaggio degli autori.